# الحكم بعد المزاولة (برنامج)
الحكم بعد المزاولة برنامج تلفزيوني يوميا في رمضان 2012
مذيعة برنامج الحكم بعدالمزاولة الموسم الثالث 2012 هي إيمان مبارك مصرية مثل مقدمة البرنامج السابقة.

## فكرة البرنامج
تدور فكرة البرنامج حول استضافة مشاهير من المجتمع المصري في مجالات السياسة والرياضة والفن وإخبارههم بأنهم إحدى القنوات الأجنبية ولكن يكتشفوا أنها قناة إسرائيلية وتكون ردود أفعال الضيوف مختلفة ما بين المشادات والانفعالات الشديدة.
وبين الحلقات التي أثارت جدلا واسعا حلقة التي ظهر فيها الممثل أيمن قنديل، حيث تطور الحوار بينه وبين مذيعة البرنامج وصل إلى حد أنه صفعها على وجهها ثم تلفظ بألفاظ خارجة .
هاجمت إسرائيل هذا البرنامج وقال المتحدث الرسمي باسم رئيس الوزراء الإسرائيلي، عبر حسابه الرسمي على موقع التواصل الاجتماعي "تويتر"، معلقا على البرنامج: إن هذا البرنامج يظهر نتيجة تحريض الرأى العام ضد عملية السلام وأن السلام في رؤية إسرائيل أسمى شيء وأن مثل هذا البرنامج -الذي وصفه بـ"الحاقد- لن يبث في إسرائيل. 

## ضيوف البرنامج
- الحلقة 1: أيمن قنديل
- الحلقة 2: محمود عبد الغفار
- الحلقة 3: ميار الببلاوي
- الحلقة 4: علاء مرسي
- الحلقة 5: رحاب الجمل
- الحلقة 6: محمود بكر
- الحلقة 7: إسراء عبد الفتاح
- الحلقة 8: دينا أبو السعود
- الحلقة 9: ياسمين جمال
- الحلقة 10: أشرف عبد الغفور
- الحلقة 11: دينا عبد الرحمن
- الحلقة 12: إبراهيم حجازي
- الحلقة 13: نجاد البرعي
- الحلقة 14: نصر القفاص
- الحلقة 15: رمضان درويش
- الحلقة 16: ديالا عودة
- الحلقة 17: سهير رجب
- الحلقة 18: جمال الغندور
- الحلقة 19: أحمد راتب
- الحلقة 20: وائل قنديل
- الحلقة 21: مصطفى يونس
- الحلقة 22: زيزي عادل
- الحلقة 23: محمد نصر
- الحلقة 24: عصام شلتوت
- الحلقة 25: مدحت شاكر (الاسطي زلطة)
- الحلقة 26: معتز مطر
- الحلقة 27: حسن نافعة
- الحلقة 28: خالد لطيف
- الحلقة 29: جمال سليمان
- الحلقة 30: نبيل فاروق